# 비상구

비상구(emergency exit, 非常口)는 화재나 지진 따위의 갑작스러운 사고가 일어날 때에 급히 대피할 수 있도록 마련한 출입구이며, 학교나 철도역, 다중이용시설에서 많이 볼 수 있다. 비상구를 뜻하는 그림문자로 초록색 전구가 들어오며, 달려가고 있는 사람의 형상을 본뜬 것이다.

## 역사
1883년 잉글랜드 선덜랜드의 빅토리아 홀 스탬피드 사건에서 문이 계단통 아래에 조여 있던 볼트로 인해 180명 이상의 어린이들이 사망하였고, 이에 따라 영국 정부는 건물 안전에 대한 최소한의 표준을 강제하는 법적인 움직임을 보이기 시작하였다.
1972년 일본 센니치 백화점 화재 당시 비상구 표시를 식별하기 어려워 인명 피해가 더 커졌다는 지적에 따라 일본 정부가 비상구 픽토그램을 공모, 그 중 오른쪽 그림과 같은 픽토그램을 국제 표준화 기구에 제출하여 국제 표준이 되었다.

## 같이 보기
- 피난소